# Strada statale 152 Teatina
La ex strada statale 152 Teatina (SS 152), ora strada provinciale 2 Tricalle-Francavilla (SP 2) ad eccezione del tratto finale dalla contrada Alento a Francavilla al Mare, riclassificato come parte della strada statale 649 di Fondo Valle Alento, è una strada provinciale italiana che collega Chieti con la costa adriatica.

## Storia
La strada statale 152 venne istituita nel 1953 con il seguente percorso: "Innesto con la SS. n. 81 presso Chieti - Innesto con la SS. n. 16 presso Francavilla al Mare."
Con Decreto Ministeriale 1358 dell'8/08/1987 - G.U. 256 del 2/11/1987 la strada venne declassificata a strada provinciale e la gestione passò dall'ANAS alla Provincia di Chieti. Il tratto compreso tra il km 12,754 e il km 13,425 venne inserito nell'itinerario della strada statale 649 di Fondo Valle Alento.

## Percorso
Il percorso ha inizio a Chieti, precisamente in località Tricalle, distaccandosi dalla strada statale 81 Piceno Aprutina. Procede in direzione nord-est attraversando il territorio compreso tra Torrevecchia Teatina e San Giovanni Teatino. Dopo aver superato l'A14 Bologna-Taranto, la strada procede verso Francavilla al Mare fino alla contrada Alento dove incrocia la strada statale 649 di Fondo Valle Alento la quale termina nel centro cittadino sulla strada statale 16 Adriatica con un tratto precedentemente appartenente alla SS 152 stessa.